# Classe B1 (rischio teratogenico ADEC)
La classe B1 di rischio teratogeno secondo la classificazione operata dall'Australian Drug Evaluation Committee (ADEC) include quei farmaci assunti da un numero moderato di donne durante la gravidanza o in età fertile. Non sono stati rilevati aumenti provati di malformazioni o effetti tossici diretti e indiretti sul feto.  Gli studi su animali non hanno dimostrato una maggiore occorrenza di danni fetali.

## A
- Acido azelaico
- Acido clavulanico
- Acido tranexamico
- Alcool nicotinilico
- Alteplasi
- Anakinra
- Anecortave
- Aprotinina
- Azitromicina
- Aztreonam

## B
- Brimonidina tartrato
- Buspirone

## C
- Cabergolina
- Calcipotriolo
- Cefaclor
- Cefamandolo
- Cefazolina
- Cefotaxima
- Cefotetan
- Cefoxitina
- Cefpodoxima
- Ceftazidima
- Ceftriaxone
- Cimetidina
- Cisapride
- Clofibrato
- Clopidogrel

## D
- Dexmedetomidina
- Diciclomina cloridrato
- Dienosliterolo
- Dipiramidolo
- Dolasetron
- Dornase alfa

## E
- Eletriptan
- Emtricitabina
- Epoprostenolo
- Eptacog alfa
- Estradiolo
- Estriolo
- Estrone
- Etidocaina

## F
- Famciclovir
- Famotidina
- Fentolamina
- Ferucarbotran
- Flucloxacillina

## G
- Gabapentin
- Galantamina
- Glatiramer acetato
- Granisetrone

## I
- Idoxuridina
- Imiquimod
- Ioversolo
- Ipratropio bromuro
- Isosorbide dinitrato

## K
- Ketotifene

## L
- Lodoxamide trometamolo
- Loratadina

## M
- Mesna
- Mexiletina
- Mezlocillina
- Montelukast
- Mupirocina

## N
- Naloxone
- Nedocromile

## O
- Olopatadina
- Omalizumab
- Ondansetron
- Orlistat
- Oseltamivir
- Ossibutinina
- Oxpentifillina

## P
- Palonosetron
- Penciclovir
- Pentosan polisolfato sodico
- Piperacillina
- Piperazina estrone solfato
- Pizotifene
- Praziquantel
- Probucolo

## R
- Rabeprazolo
- Ranitidina
- Reboxetina
- Rizatriptano
- Ropivacaina
- Roxitromicina

## S
- Saquinavir
- Sildenafil citrato
- Spectinomicina
- Sucralfato

## T
- Tadalafil
- Terbinafina
- Ticlopidina
- Tiotropio
- Tirofiban cloridrato
- Triesifenidile (detto anche Benzexolo)

## U
- Urochinasi

## Z
- Zafirlukast
- Zanamivir